# Pascal Garray
Pascal Garray est un dessinateur et scénariste de bande dessinée belge, né le 12 décembre 1965 à Liège et mort le 17 janvier 2017 dans la même ville. Connu pour son travail au sein du studio Peyo et sa participation aux séries Benoît Brisefer et Les Schtroumpfs.

## Biographie
Pascal Garray naît le 12 décembre 1965 à Liège. Après des cours de bande dessinée à l'Institut Saint-Luc de Liège, Pascal Garray collabore avec Frank Pé sur sa série Broussaille, pour laquelle il dessine des voitures et des décors. En 1990, il fait son entrée au journal Spirou en illustrant diverses rubriques rédactionnelles. Il rejoint ensuite le studio Peyo, où il apprend auprès du maître éponyme, pendant deux ans, à maîtriser le dessin et la mise en scène des lutins bleus.
En 1992, Peyo s'apprête à relancer sa série Benoît Brisefer, laissée en jachère depuis 1978, à la suite de sa nouvelle association avec les éditions Le Lombard. Si le maître disparait à la fin de cette année, son fils Thierry Culliford décide de poursuivre l'aventure et de livrer la commande de deux albums : le dessin est confié à Pascal Garray, alors âgé de 27 ans. Le huitième album, Hold-up sur pellicule, sort en novembre 1993, sur un scénario de Thierry Culliford faisant appel à un personnage « mythique » de l'univers, la terrible Madame Adolphine. Il enchaîne aussitôt avec un neuvième album, L'Île de la désunion dont il est le coscénariste, qui sort en novembre 1995.
Le succès de cette reprise prolonge l'existence de l'univers de Benoît Brisefer pendant encore quatre aventures, publiées à un rythme biannuel, directement en albums. Le treizième, John-John, sorti en 2004, sera cependant le dernier avant longtemps.
Il commence alors à collaborer à la série phare Les Schtroumpfs, remplaçant au débotté, en 2001, le repreneur officiel de la série, Alain Maury, qui quitte le studio après seulement cinq albums (et quatre de Johan et Pirlouit). Assisté de Ludo Borecki, Pascal Garray dessine le tome 21 : On ne schtroumpfe pas le progrès.
C'est en 2007 qu'il reprend véritablement la série, avec le tome 26, Les Schtroumpfs et le Livre qui dit tout, et ce jusqu'au tome 29, Les Schtroumpfs et l'Arbre d'or, paru en avril 2011. Puis il dessine le tome 31 Les Schtroumpfs à Pilulit, sorti en avril 2013. Ensuite, c'est Jeroen De Coninck qui, après avoir réalisé la partie graphique des tomes 24, 25 et 30, assure officiellement le dessin de la série.
Pascal Garray retourne vers Benoît Brisefer le temps d'un quatorzième album, sorti en avril 2015, mais celui-ci ne suffit pas à relancer le personnage, déjà pénalisé par l'échec commercial cuisant d'une adaptation cinématographique sortie quelques mois plus tôt.
Pascal Garray meurt le 17 janvier 2017 à Liège, à l'âge de 51 ans,.

## Œuvre

### Albums de bande dessinée

#### Benoît Brisefer
- 8. Hold-up sur pellicule, Le Lombard, Bruxelles, 1993
Scénario : Vincent Dugomier et Thierry Culliford - Dessin : Pascal Garray - Couleurs : Nine et Studio Leonardo -  (ISBN 2-80361-041-8)
- 9. L'Île de la désunion, Le Lombard, Bruxelles, 1995
Scénario : Pascal Garray et Thierry Culliford - Dessin : Pascal Garray - Couleurs : Nine et Studio Leonardo -  (ISBN 2-80361-570-3)
- 10. La Route du Sud[9], Le Lombard, Bruxelles, 1997
Scénario : Pascal Garray et Thierry Culliford - Dessin : Pascal Garray - Couleurs : Nine -  (ISBN 2-8036-1242-9)
- 11. Le Secret d'Églantine[10], Le Lombard, Bruxelles, 1999
Scénario : Pascal Garray et Thierry Culliford - Dessin : Pascal Garray - Couleurs : Nine -  (ISBN 2-80361-386-7)
- 12. Chocolats et coups fourrés[11], Le Lombard, Bruxelles, 2002
Scénario : Pascal Garray et Thierry Culliford - Dessin : Pascal Garray - Couleurs : Nine et José Grandmont -  (ISBN 2-80361-760-9)
- 13. John-John[12],[13],[14], Le Lombard, Bruxelles, 2004
Scénario : Frédéric Jannin et Thierry Culliford - Dessin : Pascal Garray - Couleurs : Nine et José Grandmont -  (ISBN 2-80361-994-6)
- 14. Sur les traces du gorille blanc[15],[16], Le Lombard, Bruxelles, 2015
Scénario : Luc Parthoens et Thierry Culliford - Dessin : Pascal Garray - Couleurs : Nine -  (ISBN 9782803634484),Tirage initial de 25 000 exemplaires[17].

## Prix
- 1995 :  prix du meilleur album pour enfants décerné par le festival de Coxyde pour L'Île de la désunion[19].

#### Livres
: document utilisé comme source pour la rédaction de cet article.
- Jacques Fiérain, « Garray, Pascal », dans La BD dans les provinces de Liège, Namur et Luxembourg, Charleroi, Éd. l'Âge d'or, 2004, 112 p., ill. ; 31 cm (ISBN 9782960019698, OCLC 470388297, présentation en ligne), p. 44.
- Henri Filippini, « Garray Pascal », dans Dictionnaire de la bande dessinée, Paris, Bordas, 2005, 912 p., ill. ; 27 cm (ISBN 9782047299708 et 2047299705, OCLC 1009545288, présentation en ligne), p. 768. .

#### Périodiques
- Pascal Garray (interviewé par Hugues Dayez), « Pascal Garray : Benoît doit toujours rester le moteur de l'histoire », Spirou, Dupuis, no 4005,‎ 14 janvier 2015 (ISSN 0771-8071).
- Jean-Jacques Lalanne, « Remember Pascal Garray », Hop !, Aurillac, AEMEGBD, no 153,‎ mars 2017, p. 62 (ISSN 0768-9357).